# Arum
Arum L., 1753 è un genere di piante angiosperme monocotiledoni appartenenti alla famiglia delle Aracee, dall'aspetto di erbacee perenni dalla tipica infiorescenza a spata.

## Etimologia
Il nome scientifico del genere (Arum) deriva dal greco aron (ma anche, secondo altre etimologie, dall'ebraico “ar”); in entrambi i casi questi due termini significano “calore” e si riferisce al fatto che queste piante quando sono in piena fioritura emettono calore (caratteristica particolare del genere). 

Il nome scientifico attualmente accettato (Arum) è stato proposto da Linneo (1707 – 1778) nella pubblicazione ”Species Plantarum” del 1753. Mentre il primo autore che ha descritto questo genere è stato il medico tedesco Leonhart Fuchs (1501 – 1566), considerato uno dei fondatore della botanica tedesca, in un lavoro del 1542.

## Descrizione

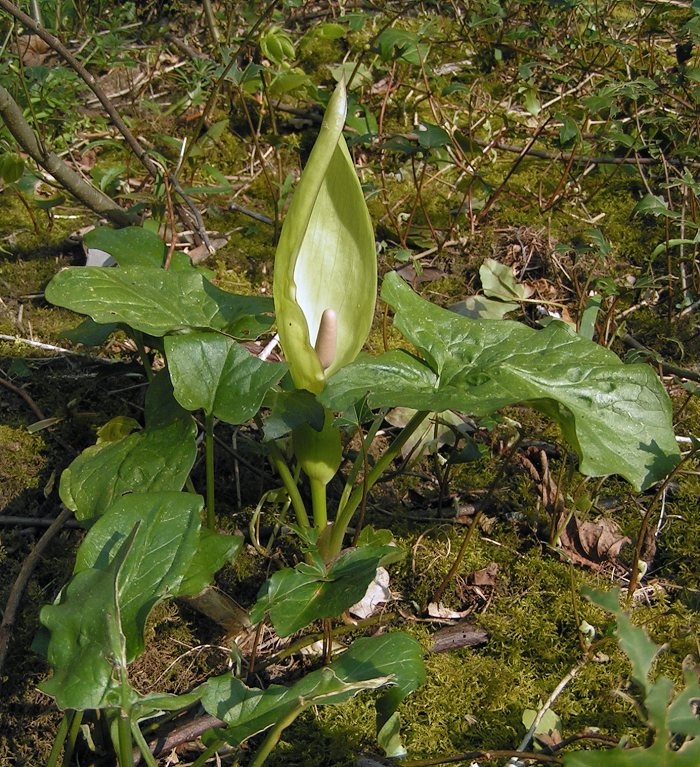
Il portamento
(Arum maculatum)

I dati morfologici si riferiscono soprattutto alle specie europee e in particolare a quelle spontanee italiane.

 
Sono piante mediamente alte, non oltre il metro. La caratteristica più interessante di queste specie è la particolare forma dell'infiorescenza: un spadice racchiuso da una grande spata affusolata. La forma biologica prevalente è (almeno per le specie europee) geofita rizomatosa (G rhiz) o anche “geofita tuberosa”, ossia sono piante perenni erbacee che portano le gemme in posizione sotterranea. Durante la stagione avversa non presentano organi aerei e le gemme si trovano in organi sotterranei chiamati rizomi/tuberi (un fusto sotterraneo dal quale, ogni anno, si dipartono radici e fusti aerei).

### Radici
Le radici sono secondarie da rizoma.

### Fusto
- Parte ipogea: la parte sotterranea del fusto è un rizoma tuberiforme.
- Parte epigea: lo scapo è inserito direttamente nel rizoma. Il fusto è compresso all'interno di guaine (sono la base dei piccioli fogliari).

### Foglie

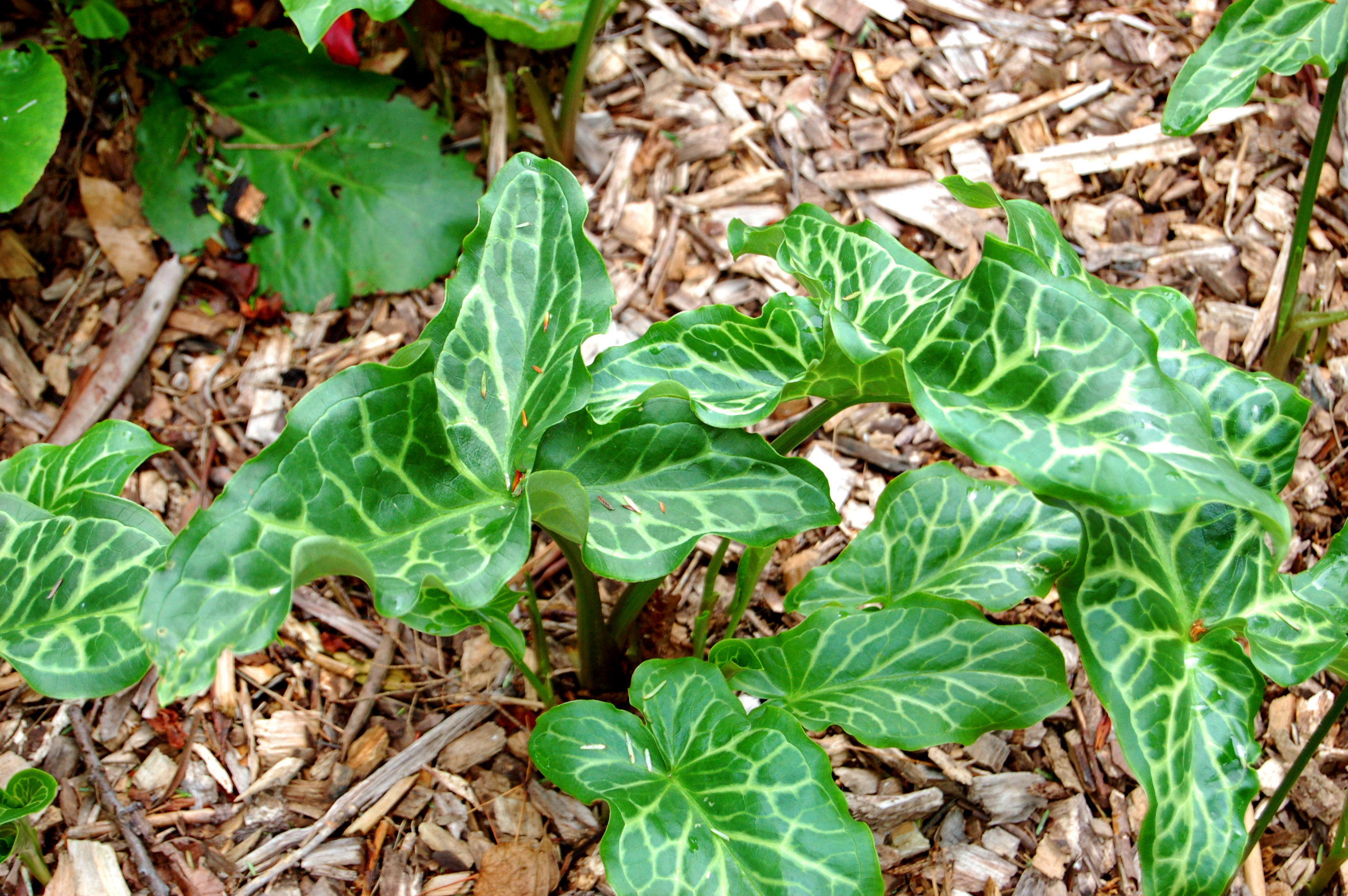
Foglie sagittate
(Arum italicum)

Le foglie (tutte radicali e a disposizione spiralata) sono grandi ed hanno la lamina intera a forma sagittata o astata con tre lobi, ma anche oblungo-ovata e cordata. Sono lungamente picciolate, e la base dei piccioli è inguainante lo scapo fiorifero. La superficie superiore è verde e può essere variamente disegnata a macchie scure o chiare a seconda della specie.

### Infiorescenza

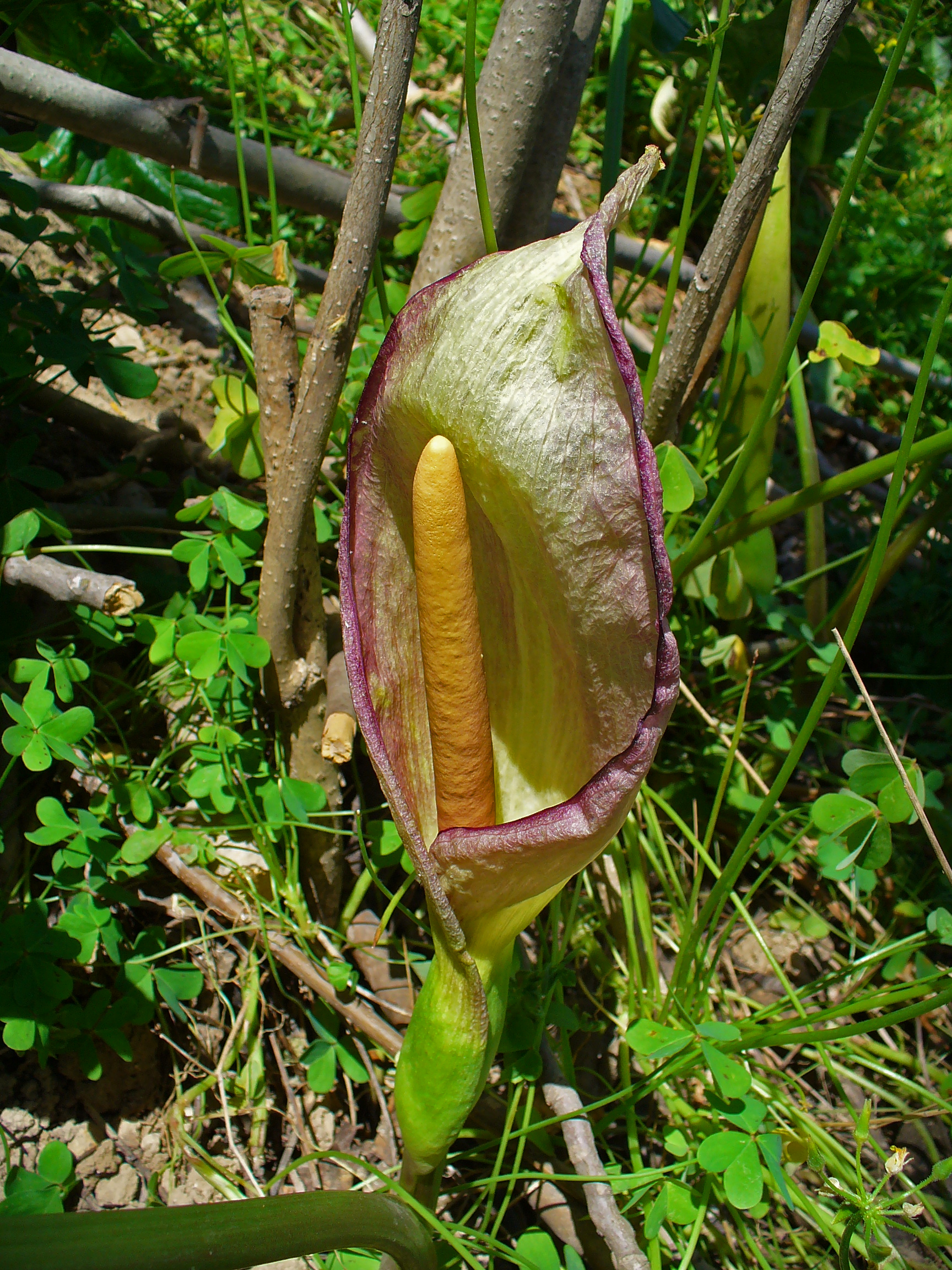
Infiorescenza
(Arum concinnatum)

L'infiorescenza è del tipo indefinita e si compone di tanti piccolo fiori sessili; sono appressati gli uni sugli altri. Lo spadice (così si chiama questo tipo di infiorescenza) è lungo ed è avvolto da una grande spata convoluta lunga il doppio dell'infiorescenza e con un tubo basale più o meno lungo; questa spata svolge la funzione vessillare (= petaloide) e di protezione all'infiorescenza. L'apice dello spadice è una clava ingrossata o sottile e progressivamente assottigliata alla base. La disposizione dei fiori sessuali è in basso per quelli femminili (formano un glomerulo basale), mentre quelli maschili sono posti più in alto; in mezzo tra i fiori femminili e quelli maschili c'è una zona di fiori sterili. Sopra i fiori maschili, alla fine c'è un glomerulo sterile. Tra queste varie sezioni sono presenti delle estroflessioni setoliformi con il compito di trattenere gli insetti pronubi per favorire l'impollinazione. Da un punto di vista filogenetico la particolare struttura dello spadice è una delle sinapomorfie distintive del genere. 

### Fiori

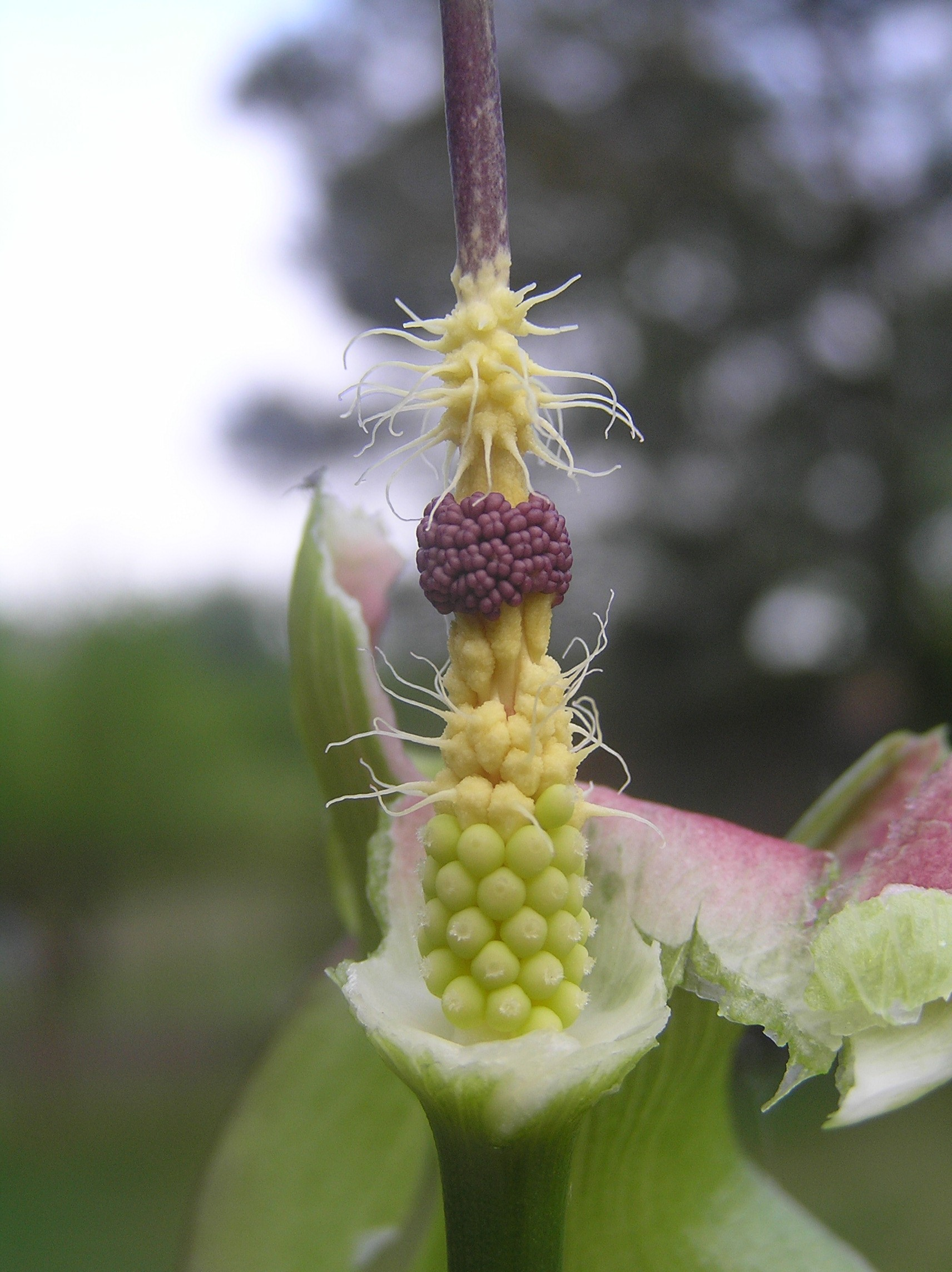
I fiori
(Arum cylindraceum)

Il perianzio è di tipo sepaloide (gli elementi sono indifferenziati tra calice e corolla, ossia fiori di tipo apetalo) e unisessuali (pianta monoica: fiori maschili e femminili separati, ma sulla stessa pianta). Altri fiori sono sterili di tipo filamentoso nello stadio di antesi femminile. I fiori sono 5-ciclici (2 verticilli di tepali, 2 verticilli di stami e un verticillo del gineceo).
- Formula fiorale: per queste piante viene indicata la seguente formula fiorale[5]:

* P 3+3, A 3+3, G (3) (supero)
- Perianzio: il perianzio è formato da due verticilli di tre tepali ciascuno.
- Androceo: gli stami sono 6 (tre interni e tre esterni).
- Gineceo: il gineceo è formato da tre carpelli saldati insieme con un ovario supero. Lo Stilo è sormontato da un unico stigma.

### Frutti

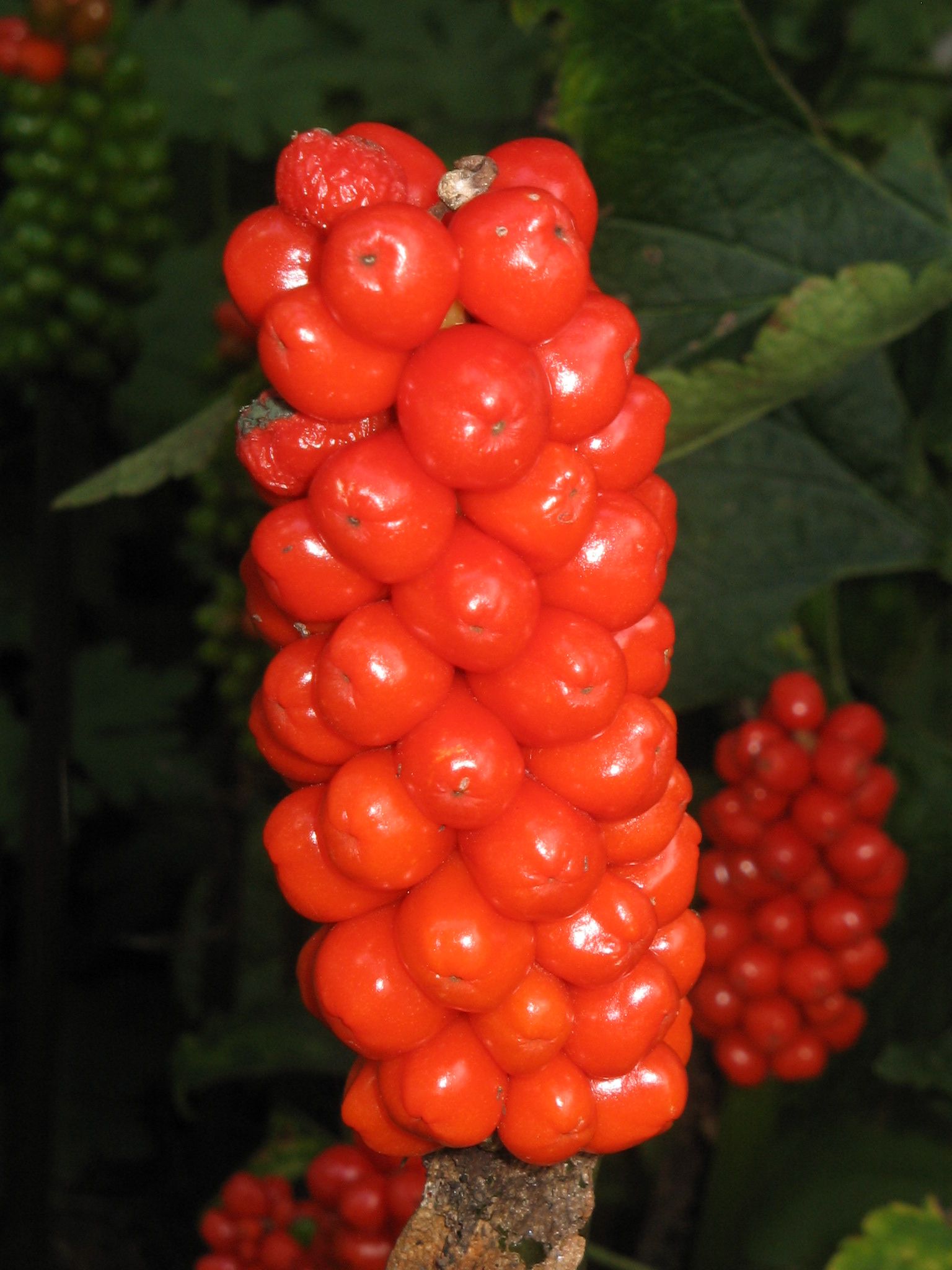
Frutti di Arum italicum

I frutti sono delle bacche. Dopo la fecondazione la spata subisce un rapido avvizzimento e così si rendono visibili le bacche carnose di colore generalmente scarlatto. Infatti nei boschi è facile incontrare la pannocchia delle bacche isolate e senza altra vegetazione (le foglie) intorno.

## Biologia
- Impollinazione: l'impollinazione è garantita soprattutto da diversi insetti (coleotteri, mosconi e altri piccoli insetti = impollinazione entomogama) in quanto pur non essendo piante nettarifere rilasciano comunque diverse sostanze zuccherine ma anche odori molto sgradevole, di putrefazione che attirano in modo particolare le mosche. Altre specie (es. Arum balansanum, Arum creticum e Arum gratum) emanano invece un gradevole profumo. In queste piante l'autoimpollinazione è evitata in quanto in ogni pianta i fiori femminili maturano prima di quelli maschili[6].
- Riproduzione: la fecondazione avviene tramite l'impollinazione dei fiori (vedi sopra).
- Dispersione: la dispersione dei semi avviene ad opera di uccelli e piccoli mammiferi favorita dal colore delle bacche

## Distribuzione e habitat

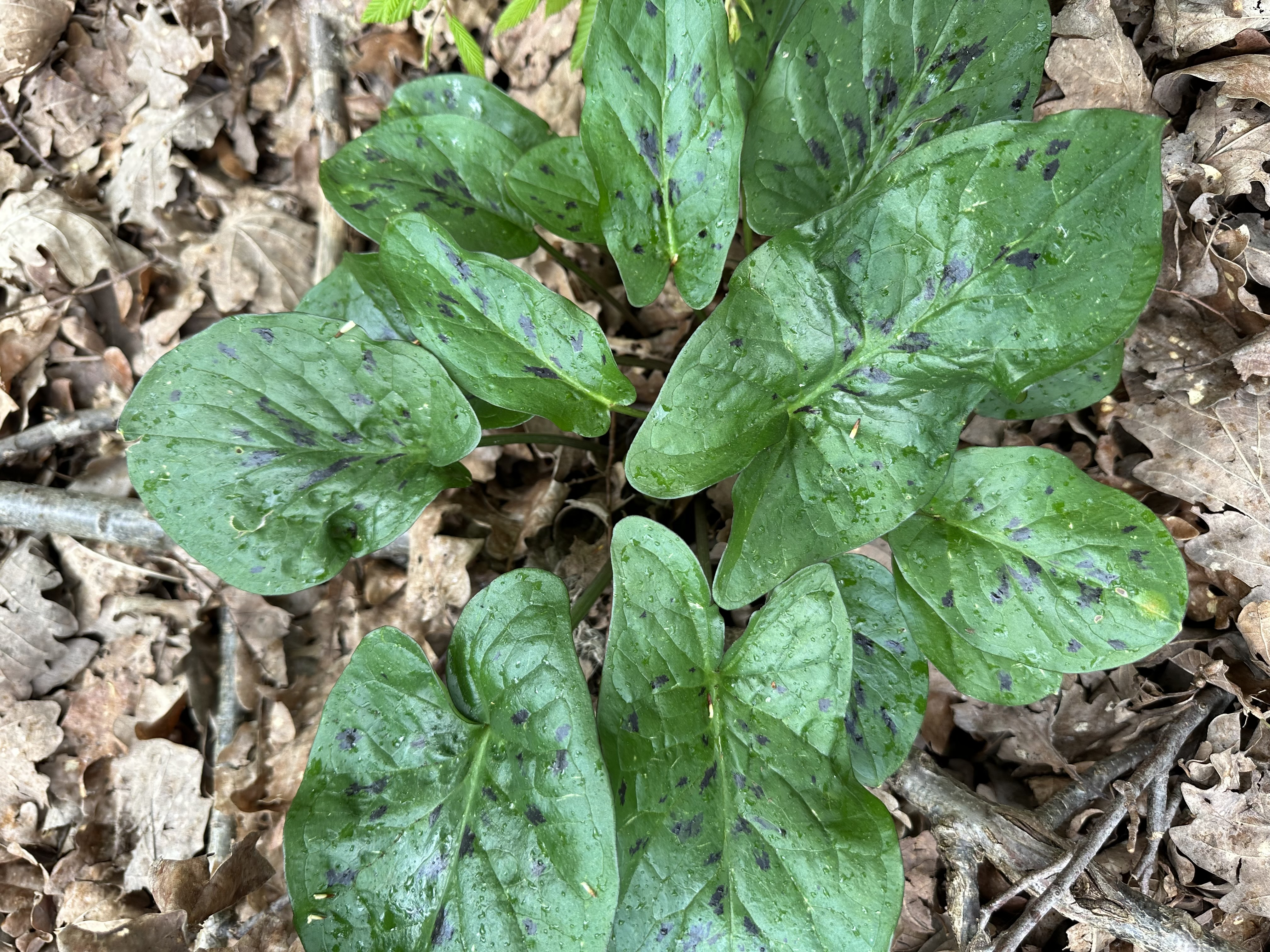
Un tipo di pianta di Arum in un parco a Parigi

Il genere è nativo dell'Europa, Africa del Nord e Asia occidentale. La maggiore biodiversità si trova nella regione mediterranea. Queste specie crescono preferibilmente in boschi ombrosi e freschi, ma anche in luoghi sassosi rupestri e ruderali.

## Tassonomia
Questo genere comprende 25 specie delle quali cinque appartengono alla flora spontanea italiana. Diverse specie assegnate inizialmente a questo genere, sono migrate ad altri generi quali: Montrichardia, Arisarum, Arisaema, Syngonium, Caladium, Amorphophallus, Philodendron, Alocasia, Xanthosoma e molti altri ancora.

Il numero cromosomico di base è: n = 14; ma molte specie sono tetraploidi (Arum maculatum con 2n= 56) o anche tesaploidi (Arum italicum con 2n=84).

### Specie
Il genere comprende le seguenti specie:
- Arum apulum (Carano) P.C.Boyce
- Arum besserianum Schott
- Arum concinnatum Schott
- Arum creticum Boiss. & Heldr.
- Arum cylindraceum Gasp.
- Arum cyrenaicum Hruby
- Arum dioscoridis Sm.
- Arum euxinum R.R.Mill
- Arum gratum Schott
- Arum hainesii Riedl
- Arum hygrophilum Boiss.
- Arum idaeum Coustur. & Gand.
- Arum italicum Mill.
- Arum jacquemontii Blume
- Arum korolkowii Regel
- Arum lucanum Cavara & Grande
- Arum maculatum L.
- Arum megobrebi Lobin, M.Neumann, Bogner & P.C.Boyce
- Arum nigrum Schott
- Arum orientale M.Bieb.
- Arum palaestinum Boiss.
- Arum pictum L.f.
- Arum purpureospathum P.C.Boyce
- Arum rupicola Boiss.
- Arum sintenisii (Engl.) P.C.Boyce

### Filogenesi
La famiglia delle Aracee pur essendo abbastanza eterogenea (da un punto di vista morfologico) è considerata monofiletica. All'interno di questa famiglia il genere di questa voce appartiene al subclade (associato al rango tassonomico di sottofamiglia) delle Aroideae Arn. (1832) (comprendente 73 generi oltre al genere Arum). All'interno della sottofamiglia questa specie è assegnata alla tribù delle Areae R. Br. ex Duby (1828).

La struttura del genere in sottogeneri e sezioni, secondo la classificazione classica è indicata più avanti (paragrafo ”Specie del genere “). In realtà un recente studio filogenetico su alcune sequenze del DNA del plastidio fatto su 26 specie di questo genere sta mettendo in discussione questa classificazione derivata soprattutto dai caratteri morfologici e a volte fatta su individui d'erbario e quindi “non freschi”. L'analisi ha individuato 5 cladi monofiletici che solo in parte confermano la classificazione più in uso.

### Variabilità
Essendo presenti all'interno del genere fenomeni di diploidia (vedi sopra) alcune specie si presentano abbastanza polimorfe. La variabilità si evidenzia soprattutto nei seguenti caratteri:
- i disegni delle foglie possono essere scuri, chiari o assenti;
- i lobi basali delle foglie possono presentarsi con divergenze diverse;
- la colorazione della spata è variabile;
- la colorazione dei frutti in funzione del periodo di maturazione può variare.

### Specie spontanee italiane
Per meglio comprendere ed individuare le varie specie del genere (solamente per le specie spontanee della flora italiana) l'elenco che segue utilizza in parte il sistema delle chiavi analitiche (vengono cioè indicate solamente quelle caratteristiche utili a distingue una specie dall'altra).
- Gruppo 1A: il colore della spata è giallastro o verdastro con sfumature violette; la lunghezza della spata è due volte lo spadice; la fioritura è in primavera;

- Gruppo 2A: la parte sotterranea del fusto è un tubero ovoide a portamento orizzontale, e il fusto è inserito in posizione laterale rispetto al tubero; lo scapo è lungo 1/3 – 4/5 della spata; l'appendice dello spadice è ingrossata ed è simile ad una clava;

- Gruppo 3A: il colore della clava dello spadice è violaceo; la clava verso il basso si assottiglia in modo progressivo; le foglie sono verdi con macchie scure;

- Arum maculatum L. - Gigaro scuro: altezza della pianta 2 – 4 dm; il ciclo biologico è perenne; la forma biologica è geofita rizomatosa (G rhiz); il tipo corologico è Centro - Europeo; l'habitat tipico sono le radure di faggete; la diffusione sul territorio italiano è più o meno totale fino ad una altitudine di 1600 m s.l.m..

- Gruppo 3B: il colore della clava dello spadice è gialla; la clava si assottiglia bruscamente verso il basso; le foglie sono verdi con venature e macchie biancastre;

- Arum italicum Mill. - Gigaro chiaro: altezza della pianta 4 – 10 dm; il ciclo biologico è perenne; la forma biologica è geofita rizomatosa (G rhiz); il tipo corologico è Steno - Mediterraneo; l'habitat tipico sono le macchie, i vigneti e oliveti; la diffusione sul territorio italiano è totale fino ad una altitudine di 800 m s.l.m..

- Gruppo 2B: la parte sotterranea del fusto è un tubero discoide, e il fusto è inserito in posizione centrale; lo scapo è lungo poco più della spata; l'appendice dello spadice è sottile e cilindrica;

- Arum cylindraceum Guss. - Gigaro meridionale: altezza della pianta 3 – 3 dm; il ciclo biologico è perenne; la forma biologica è geofita rizomatosa (G rhiz); il tipo corologico è Sud Europeo - Endemico; l'habitat tipico sono i pascoli montani; sul territorio italiano è diffuso solo al sud fino ad una altitudine compresa tra 1300 e 1700 m s.l.m..

- Gruppo 1B: il colore della spata è rossiccio-violaceo; la lunghezza della spata è poco più dello spadice; la fioritura è in autunno;

- Arum pictum L. fil. - Gigaro sardo-corso: altezza della pianta 3 – 5 dm; il ciclo biologico è perenne; la forma biologica è geofita rizomatosa (G rhiz); il tipo corologico è Steno-Mediterraneo Occidentale; l'habitat tipico sono le macchie e i cespuglieti; sul territorio italiano si trova solo in Sardegna  fino ad una altitudine di 1000 m s.l.m..

All'elenco precedente va aggiunta la specie Arum apulum (Carano) P.C.Boyce, un endemismo della Puglia.

### Specie spontanee italiane alpine
Delle 5 specie  spontanee della flora italiana solo 3 vivono sull'arco alpino. La tabella seguente mette in evidenza alcuni dati relativi all'habitat, al substrato e alla distribuzione di questi fiori relativamente allo specifico areale alpino.
| Specie            | Comunità vegetali | Piani vegetazionali | Substrato | pH     | Livello trofico | H2O   | Ambiente    | Zona alpina                               |
| ----------------- | ----------------- | ------------------- | --------- | ------ | --------------- | ----- | ----------- | ----------------------------------------- |
| Arum cylindraceum | 14                | montano collinare   | Ca – Si   | neutro | medio           | medio | I2          | CN? UD?                                   |
| Arum italicum     | 14                | collinare           | Ca – Si   | neutro | alto            | umido | B3 B5 G4 I2 | tutto l'arco alpin (escl. CN TO SO BZ BL) |
| Arum maculatum    | 14                | montano collinare   | Ca – Si   | neutro | medio           | umido | B3 B5 I2    | tutto l'arco alpin (escl. AO SO BZ)       |

Legenda e note alla tabella.

Per il “substrato” con “Ca/Si” si intendono rocce di carattere intermedio (calcari silicei e simili); vengono prese in considerazione solo le zone alpine del territorio italiano (sono indicate le sigle delle province).
Comunità vegetali:
14  = comunità forestali
Ambienti:
B2 = ambienti ruderali, scarpate
B5 = rive, vicinanze corsi d'acqua
G4 = arbusteti e margini dei boschi
I2 = boschi di latifoglie

### Ibridi
Qui di seguito è indicato un possibile ibrido interspecifico (all'interno del genere):
- Arum × sooi Terpó (1973) – Ibrido tra: A. cylindraceum e A. maculatum

### Sinonimi
Questa entità ha avuto nel tempo diverse nomenclature. L'elenco seguente indica alcuni tra i sinonimi più frequenti:
- Aron Adans. (1763)
- Gymnomesium Schott 

## Usi

### Farmacia
Queste piante sono velenose (le bacche in particolare); solo il contatto con la pelle possono provocare dermatiti. Sono presenti cristalli rafidici di ossalato di calcio segnati da solchi che insieme ad altri composti chimici hanno la particolarità di irritare il cavo orale e la gola.

La parte ipogea (il rizoma) di questa pianta contiene amido e alcuni principi tossici (in parte eliminabili con l'essiccazione o la cottura). Altre sostanze contenute: grassi e saponine. Nella medicina popolare un preparato, polverizzando i tuberi, veniva usato come antielmintico (elimina svariati tipi di vermi o elminti parassiti) e antireumatico (attenua i dolori dovuti all'infiammazione delle articolazioni).

## Altre notizie
Queste piante (e altre simili dello stesso genere) hanno spesso interessato i botanici per la particolarità di trattenere (o catturare) i vari insetti pronubi finché non sia avvenuta la fecondazione degli ovuli. Gli insetti sono attirati dall'odore (nauseabondo in verità) emanato dai fiori e da diverse sostanze zuccherine prodotte nelle zone di estroflessione delle varie infiorescenza; ma anche dalla temperatura più elevata o attività “catabolica” (diversi gradi sopra quella ambientale: 5 – 10 °C, fino a 14 °C) prodotta all'interno dalla spata dell'infiorescenza. L'innalzamento della temperatura è causata dalla intensa traspirazione dello spadice. Alcuni ricercatori hanno anche riscontrato una forma “paraboloide dimetrica” per la spata (il fuoco in questa figura geometrica non è un punto ma una linea – l'infiorescenza appunto) in modo da convergere meglio i raggi solari; è da notare inoltre che la spata aperta è sempre rivolta a sud.